# Vizsoly, Borsod-Abaúj-Zemplén
Vizsoly este un sat în districtul Gönc, județul Borsod-Abaúj-Zemplén, Ungaria, având o populație de 925 de locuitori (2011). 

## Demografie
Componența etnică a satului Vizsoly
     Maghiari (74,76%)
     Romi (24,54%)
     Alții (0,7%)
Componența confesională a satului Vizsoly
     Romano-catolici (71,89%)
     Reformați (11,46%)
     Greco-catolici (3,68%)
     Necunoscută (12,11%)
     Fără religie (0,86%)
     Alte religii (0,97%)
Conform recensământului din 2011, satul Vizsoly avea 925 de locuitori. Din punct de vedere etnic, majoritatea locuitorilor (74,76%) erau maghiari, cu o minoritate de romi (24,54%).  Din punct de vedere confesional, majoritatea locuitorilor (71,89%) erau romano-catolici, existând și minorități de reformați (11,46%) și greco-catolici (3,68%). Pentru 12,11% din locuitori nu este cunoscută apartenența confesională.